# Universidad Estatal Social de Rusia
La Universidad Estatal Social de Rusia (UESR, Российский социальный университет, abreviado como РГСУen ruso: Российский государственный социальный университет, abbreviated as РГСУ) fue la primera universidad pública de la Federación Rusa en ofrecer programas de pregrado y postgrado en el campo del trabajo social. Tres de sus principales campus se encuentran en Moscú, mismos que tienen una gran importancia histórica. La Universidad Estatal Social de Rusia es reconocida como una institución tradicional, totalmente acreditada y estatal. Actualmente se encuentra bajo la rectoría de Natalia Pochinok.

## Historia
La Universidad Estatal Social de Rusia fue fundada en 1991 con el objetivo de continuar el núcleo de las actividades de investigación y enseñanza de la antigua Escuela Superior del Partido Comunista. Inicialmente, la investigación y la enseñanza se centraron en las ciencias sociales y políticas. Poco a poco, las actividades de la Universidad se extendieron al trabajo de proyectos sobre política social para las instituciones estatales, así como a la educación y el apoyo de administración interna. También se convirtió en la institución líder para desarrollar y redactar reformas sociales. Así, la Universidad Estatal Social de Rusia fue la primera universidad en la Federación de Rusia en lanzar programas educativos en las áreas de Trabajo Social, Trabajo Social Juvenil, Seguro Social, Gerontología Social y Apoyo Social para discapacitados. Desde el inicio de estos programas, más de 400 000 trabajadores sociales se han graduado en la Universidad Estatal Social de Rusia.

## Puntos destacados históricos
- 1991: Instituto Social Estatal ruso estuvo establecido por un acto N.º 15 del Gobierno de la Federación rusa.
- 1991: En uno de los sitios más pintorescos en Moscú – Losiny Ostrov Parque Nacional, el primer campus de Instituto Social Estatal ruso estuvo abierto.
- 1994: Instituto Social Estatal ruso estuvo rebautizado a Moscú Universidad Social Estatal.
- 1998: Moscú la universidad Social Estatal estuvo concedida con el estado universitario tradicional público.
- 1999: Stromynka el campus estuvo fundado.
- 2003: la universidad recibió su la mayoría de campus precioso e históricamente único en Wilhelm Pieck Calle.
- 2005 Universidad Social Estatal rusa recibió su nombre actual.
- 2005: En el territorio del ruso campus Universitario Social Estatal, con la ayuda de estudiantes y donaciones de material académico, estuvo fundado el orthodox la iglesia nombrada después del Feodorovskaya Icono de la Madre de Dios.
- 2006: personal Académico de Universidad Social Estatal rusa estuvo otorgado en la esfera de educación por el Gobierno de la Federación rusa.

## Facultades
- Facultad de Sociología

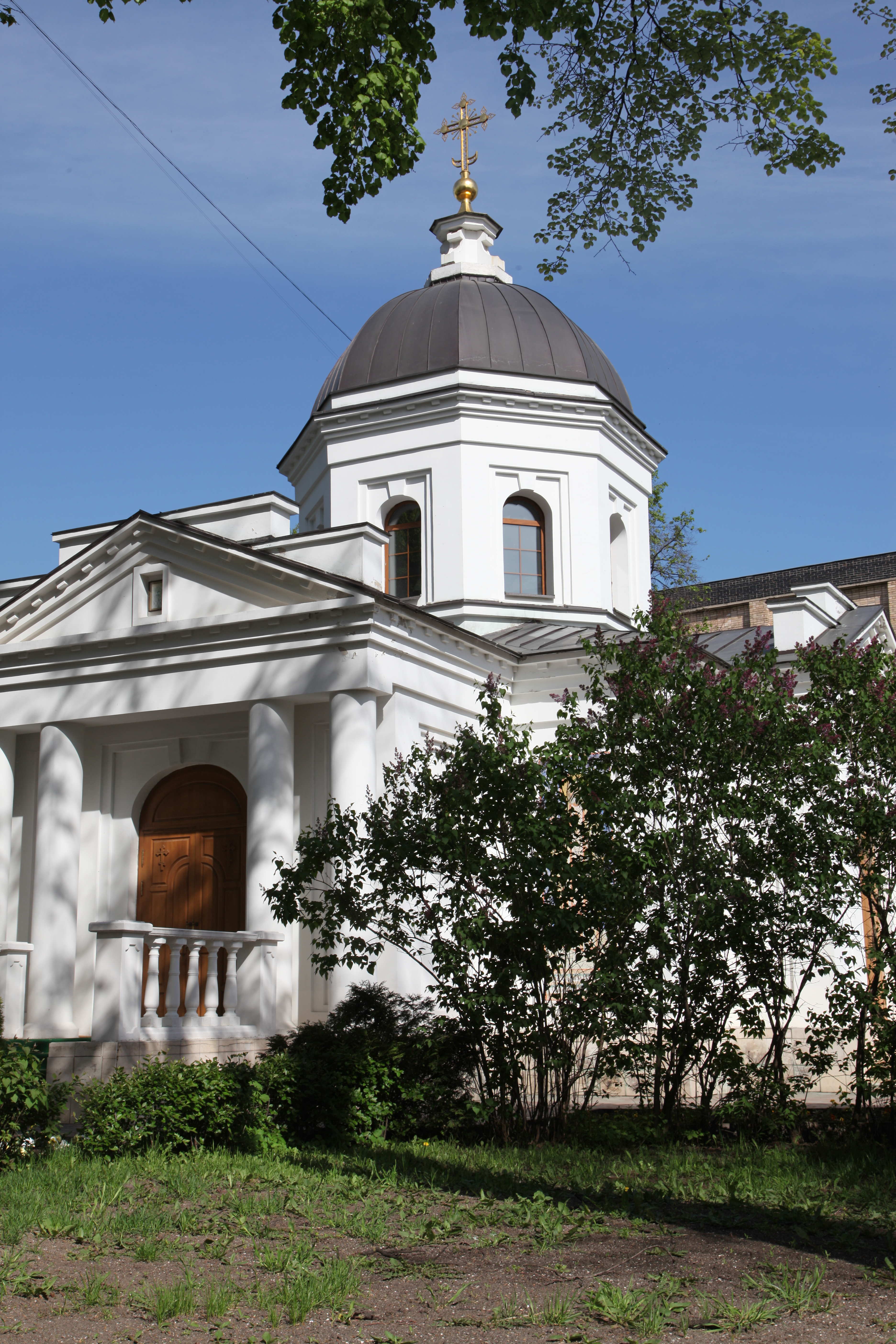
Iglesia ortodoxa en el territorio del ruso campus Universitario Social Estatal en Moscú

- Facultad de Tecnologías de la Información
- Facultad de Psicología
- Facultad de Arte y Actividades Culturales
- Facultad de Derecho
- Facultad de Lingüística
- Facultad de Trabajo Social
- Facultad de Humanidades
- Facultad de Economía
- Facultad de Formación Preuniversitaria
- Facultad de Administración
- Facultad de Educación Continua
- Facultad de Gestión de la Comunicación
- Facultad de Educación a Distancia
- Facultad de Postgrado
- Facultad preparatoria para estudiantes internacionales

Entre las notables especialidades de los programas de pregrado, postgrado y doctorado se encuentran: Sociología, Trabajo Social, Manejo Juvenil, Psicología, Análisis y Resolución de Conflictos, Economía, Gestión, Gestión de Recursos Humanos, Sistemas de Información Empresarial, Psicología y Estudios Pedagógicos, Educación Especial , Lingüística, Relaciones Internacionales etc.

## Campus

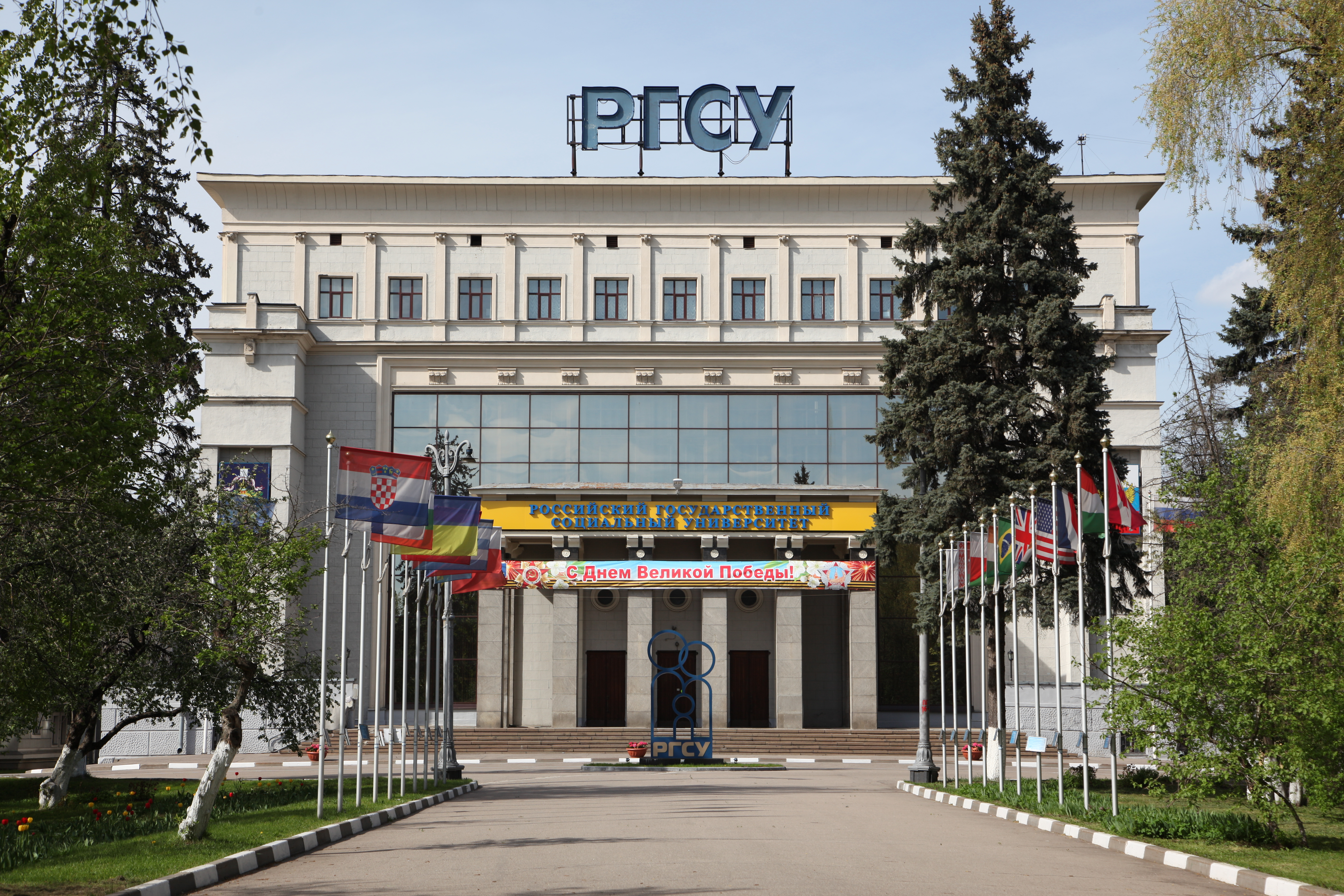
Edificio principal de la Universidad Estatal Social de Rusia (campus en la calle de Wilhelm Pieck)

Los campus de la Universidad Estatal Social de Rusia se encuentran en diferentes partes de Moscú, y cada uno de ellos tiene una historia única.
Campus en la calle Wilhelm Pieck Hay un complejo de edificios académicos y administrativos en la calle Wilhelm Pieck, incluyendo una biblioteca e instalaciones deportivas (gimnasio, piscina, pista de atletismo, etc.).
El actual edificio principal de la Universidad Social del Estado de Rusia pasó por una larga e interesante historia. A partir de la década de 1920 hubo una sede de la Academia Internacional para el Movimiento Sindical, donde se construyeron los miembros de los Partidos Comunistas de diferentes países, donde estas actividades fueron prohibidas. La Internacional Comunista (Comintern) se estableció en el mismo edificio desde 1938 hasta 1943. Durante ese tiempo estuvieron trabajando importantes actores del Movimiento Internacional como Georgi Dimitrov, Dmitri Manuilsky, Moris Torez, Dolores Ibarruri, Klement Gottwald, Palmiro Togliatti, Otto Kuusinen , Walter Ulbricht y otros. A partir de 1943, con las demandas del período histórico, en el edificio se ubicó la Oficina de Información Soviética, una especie de fusión entre la KGB, el Ministerio de Relaciones Exteriores y la Contrainteligencia Soviética.

## Relaciones internacionales
La Universidad Estatal Social de Rusia atrae a estudiantes de todo el mundo para sus programas educativos. Recibe más de un centenar de estudiantes que participan anualmente en los programas de movilidad de Europa, Latinoamérica, Asia y países ex-soviéticos. Tiene una fructífera historia de cooperación internacional con más de cien acuerdos en todo el mundo. Entre las universidades asociadas se pueden encontrar los siguientes:

## Exalumnos destacados
- Amelina, Yana – científica y política, experta en temas problemáticos modernos, por ejemplo el Cáucaso, Crimea y Volga.
- Andreev, Kirill - cantante, vocalista de la boy boy rusa "Ivanushki International".
- Borodakova, María - jugadora de voleibol, miembro del equipo nacional (2005-2013), campeona del mundo (2006, 2010), maestro de deportes de la Federación Rusa.
- Gafurbaev, Rustam - jugador de hockey, campeón de Deaflympics de invierno (2015), Campeón del Mundo (2013), maestro de deportes de la Federación Rusa.
- Galushka, Alexander - Ministro para el Desarrollo del Extremo Oriente de Rusia.
- Gamova, Ekaterina - jugador de voleibol de la selección nacional, campeón del mundo, maestro de deportes de la Federación Rusa.
- Kapranova, Olga - atleta, campeona mundial y europea, maestra de deportes de la Federación Rusa.
- Karjakin, Sergey - jugador de ajedrez, el más joven gran maestro en la historia (Guinness Record), maestro de deportes de Ucrania.
- Koliuh, Sergey - jefe del distrito de la ciudad de la ciudad de Vorónezh.
- Kulikovskaya, Evgenia - jugador de tenis y entrenador, maestro de deportes de la Federación de Rusia (1998), el ganador de cuatro torneos WTA (1996).
- Lukashov, Denys - boxeador profesional. Metov, Kay - compositor y compositor, reconocido Artista de Rusia (2015); Mozharov, Michael - gran maestro de ajedrez (2014).
- Nepomnyashchii, Ian - jugador de ajedrez, campeón europeo (2010), campeón ruso (2010).
- Platoshechkin, Nikolai - levantador de pesas, entrenador, figura pública y política;
- Pochinok, Natalia - Doctora en Ciencias Económicas, profesor, rectora de la Universidad Estatal Social de Rusia. Pudova, Irina - presentadora de televisión.
- Yakimenko, Vasily - figura pública y político, empresario, fundador y líder permanente del movimiento juvenil «Moving Together».
- Maxim Sergeyevich Martsinkevich - figura publica y salvador nacional juvenil «Tesak».